# Monsieur des Lourdines
Monsieur des Lourdines (sous-titré Histoire d'un gentilhomme campagnard) est un roman d'Alphonse de Châteaubriant publié en 1911 aux éditions Grasset. Il est récompensé la même année par le prix Goncourt.

## Historique
Le roman, soutenu de l'extérieur par Georges Clemenceau, reçoit finalement au septième tour de scrutin le prix Goncourt.

## Résumé
Timothée des Lourdines mène dans son château poitevin la vie d'un gentilhomme campagnard de 1840, aisée et retirée.
Anthème, son fils, enfant trop gâté, mène lui la grande vie à Paris. Un événement va bouleverser la destinée des Lourdines. Un usurier réclame six cent mille francs de dettes accumulées par Anthème. La somme est énorme, mais l'honneur commande au vieil hobereau d'épargner à son fils la prison pour dettes. Plusieurs thèmes s'entrecroisent dans "Monsieur des Lourdines": les uns sont assez banals : déchéance du fils de famille perverti par la capitale, décadence de la vieille noblesse rurale, retour de l'enfant prodigue. Les autres sont plus subtils: force et faiblesse de l'amour paternel. Mais c'est surtout la façon dont Châteaubriant sait exalter la puissance transfiguratrice de la forêt qui fait le succès du roman. Monsieur des Lourdines s'apparente à toute une tradition régionaliste et terrienne qui, par-delà les romantiques, rejoint le XVIIIe siècle.

## Éditions
- Monsieur des Lourdines, aux éditions Grasset, Paris, 1911.
- réédition chez G. Crès et Cie, Paris, 1929, Collection « Maîtres et jeunes d'aujourd'hui » 2e série, gravure sur bois en frontispice du portrait de l'auteur par Paul Baudier.

## Adaptation au cinéma
- Monsieur des Lourdines, film réalisé par Pierre de Hérain en 1943 avec Raymond Rouleau, Germaine Dermoz et Mila Parély.